# مارسيلو غارسيا (لاعب كرة قدم)
مارسيلو غارسيا (بالإسبانية: Marcelo Gracia)‏ هو لاعب كرة قدم مكسيكي، ولد في 2 أبريل 1994 في مونتيري في المكسيك. لعب مع أتلانتي إف سي ونادي مونتيري.

## وصلات خارجية
- مارسيلو غارسيا على موقع الاتحاد الدولي (مؤرشف)  (الإنجليزية)
- مارسيلو غارسيا على موقع قاعدة بيانات كرة القدم.إي يو (الإنجليزية)
- مارسيلو غارسيا على موقع Soccerway.com (الإنجليزية)